# Cazador (oficio)

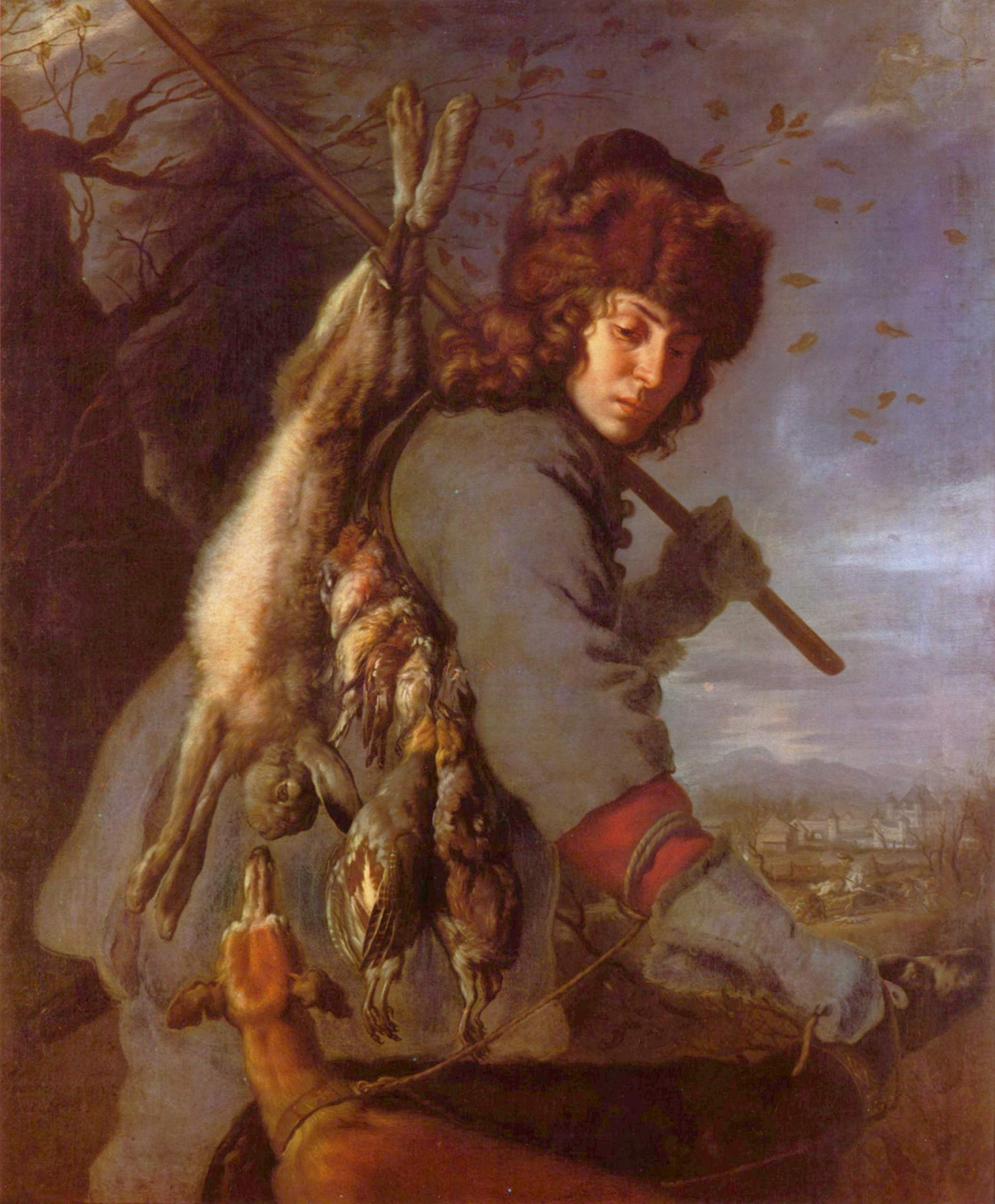
Cazador con su presa (1643) por Joachim von Sandrart.

Un cazador es una persona que caza animales por oficio, pero también por fines deportivos.

## Origen
La caza inicialmente era un medio de subsistencia, como también lo eran la agricultura o la ganadería. En la actualidad, ser un cazador tiene muchos matices, y no sólo hace referencia a una actividad profesional. En la mayoría de los países ha evolucionado hacia una actividad de gestión, mejora y conservación de los hábitats, así como una importante fuente de ingresos en zonas generalmente de escasos recursos económicos. En algunos países del mundo sigue existiendo la figura del cazador profesional, como por ejemplo en Islandia donde el Estado tiene en nómina alimañeros que se aseguran de mantener estable la población de zorros árticos, que al no tener depredarores naturales, amenazan con sobre predar los huevos de las aves migratorias que anidan allí cada  año.

## Tipos

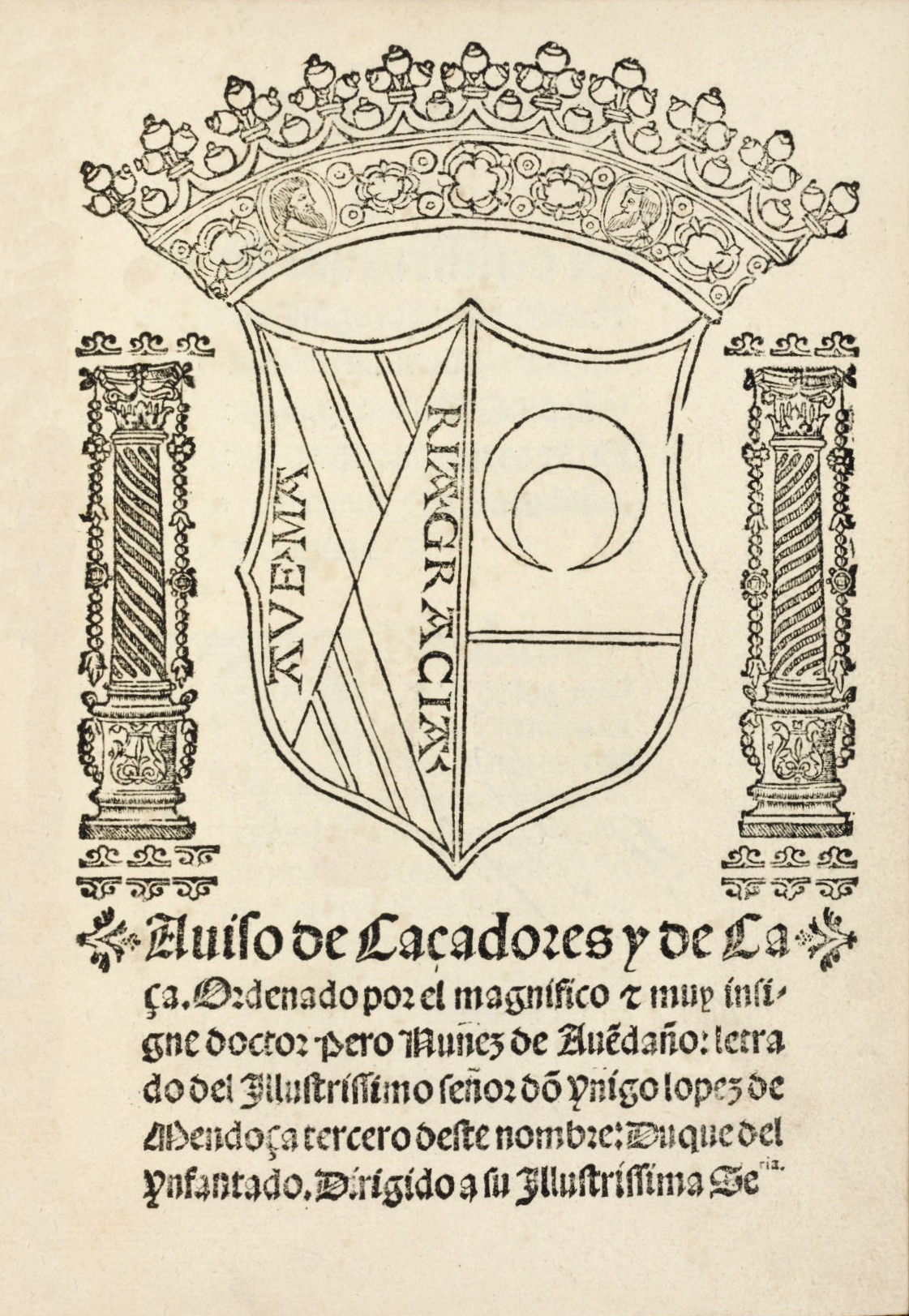
Primer libro publicado en español sobre los cazadores (Pedro Núñez de Avendaño, 1543).

- Profesional: su oficio es cazar animales principalmente para su control poblacional y consumo y/o venta de la carne, piel u otros productos obtenidos directamente del animal.
  - Cazador de alforja: El que no utiliza escopeta, sino con perros, lazos u otro artificio.
  - Cazador mayor: Oficio palaciego, que ejercía el Montero mayor. Era el jefe de la volatería y cetrería.[1]
  - Cazador de sanguijuelas es la persona que se dedica a recoger estos anélidos.
  - Cazarrecompensas: persona que busca, persigue, captura y a veces mata a otra persona a cambio de un dinero. Personaje típico de las novelas y películas que transcurren en Norteamérica durante los siglos XVIII y XIX.
  - Montero es la persona que participa de una caza de montería, definiendose así en algunas zonas al individuo que entra en el monte con los perros, y en otras a los que permanecen en los puestos con sus armas al acecho.
  - Trampero: el que caza a sus presas usando trampas.
- Deportivo: forma de entretenimiento que puede ser matando o fotografiando animales.
- Soldado cazador: militar destinado a servir como tropa ligera, bien sea por compañías unidas a sus regimientos o separadas, formando cuerpos por sí solas.
- Furtivo: el que caza de manera ilegal. A veces es un medio de subsistencia.